# Andorra op de Olympische Zomerspelen 1996
Tijdens de Olympische Zomerspelen van 1996 die in Atlanta werden gehouden nam Andorra deel met acht sporters in vijf takken van sport.

## Deelnemers en resultaten
(m) = mannen, (v) = vrouwen 

### Atletiek
| Olympiër       | Discipline   | Resultaat | Prestatie |
| -------------- | ------------ | --------- | --------- |
| Antoni Bernadó | marathon (m) | 87e       | 2:31.28   |

### Judo
| Olympiër   | Discipline | Resultaat | Prestatie                                         |
| ---------- | ---------- | --------- | ------------------------------------------------- |
| Tony Molne | -65kg (m)  | 21e       | 1e ronde: vrij 2e ronde: V van UZB Mukhamedkhanov |

### Schietsport
| Olympiër   | Discipline | Resultaat | Prestatie                |
| ---------- | ---------- | --------- | ------------------------ |
| Tony Molne | trap (m)   | 37e       | kwalificatie: 117 punten |

### Zeilen
| Olympiër                | Discipline             | Resultaat | Prestatie                                               |
| ----------------------- | ---------------------- | --------- | ------------------------------------------------------- |
| David Ramón Oscar Ramón | 470 (m)                | 27e       | 183 punten (23, 31, 24, 35, 23, 17, 12, 26, 11, 28, 19) |
| Fiona Morrison          | mistral one design (v) | 24e       | 153 punten (28, 23, 25, 24, 20, 22, 22, 24, 18)         |

### Zwemmen
| Olympiër           | Discipline           | Resultaat | Prestatie              |
| ------------------ | -------------------- | --------- | ---------------------- |
| Aitor Osorio Marti | 200m vlinderslag (m) | 42e       | serie 1: 3e in 2.12,59 |
|                    |                      |           |                        |
| Meritxell Sabate   | 200m wisselslag (m)  | 42e       | serie 1: 2e in 2.37,38 |

Afghanistan · Albanië · Algerije · Amerikaanse Maagdeneilanden · Amerikaans-Samoa · Andorra · Angola · Antigua‑Barbuda · Argentinië · Armenië · Aruba · Australië · Azerbeidzjan · Bahama's · Bahrein · Bangladesh · Barbados · België · Belize · Benin · Bermuda · Bhutan · Bolivia · Bosnië en Herzegovina · Botswana · Brazilië · Britse Maagdeneilanden · Brunei · Bulgarije · Burkina Faso · Burundi · Cambodja · Canada · Centraal-Afrikaanse Republiek · Chili · China · Chinees Taipei · Colombia · Comoren · Congo-Brazzaville · Cookeilanden · Costa Rica · Cuba · Cyprus · Denemarken · Djibouti · Dominica · Dominicaanse Republiek · Duitsland · Ecuador · Egypte · El Salvador · Equatoriaal-Guinea · Estland · Ethiopië · Fiji · Filipijnen · Finland · Frankrijk · Gabon · Gambia · Georgië · Ghana · Grenada · Griekenland · Groot-Brittannië · Guam · Guatemala · Guinee · Guinee-Bissau · Guyana · Haïti · Honduras · Hongarije · Hongkong · Ierland · IJsland · India · Indonesië · Irak · Iran · Israël · Italië · Ivoorkust · Jamaica · Japan · Jemen · Joegoslavië · Jordanië · Kaaimaneilanden · Kaapverdië · Kameroen · Kazachstan · Kenia · Kirgizië · Koeweit · Kroatië · Laos · Lesotho · Letland · Libanon · Liberia · Libië · Liechtenstein · Litouwen · Luxemburg ·  Macedonië · Madagaskar · Malawi · Malediven · Maleisië · Mali · Malta · Marokko · Mauritanië · Mauritius · Mexico · Moldavië · Monaco · Mongolië · Mozambique · Myanmar · Namibië · Nauru · Nederland · Nederlandse Antillen · Nepal · Nicaragua · Nieuw-Zeeland · Niger · Nigeria · Noord-Korea · Noorwegen · Oeganda · Oekraïne · Oezbekistan · Oman · Oostenrijk · Pakistan · Palestina · Panama · Papoea-Nieuw-Guinea · Paraguay · Peru · Polen · Portugal · Puerto Rico · Qatar · Roemenië · Rusland · Rwanda · Saint Kitts en Nevis · Saint Lucia · Saint Vincent en Grenadines · Salomonseilanden · Samoa · San Marino · Sao Tomé en Principe · Saoedi-Arabië · Senegal · Seychellen · Sierra Leone · Singapore · Slovenië · Slowakije · Soedan · Somalië · Spanje · Sri Lanka · Suriname · Swaziland · Syrië · Tadzjikistan · Tanzania · Thailand · Togo · Tonga · Trinidad en Tobago · Tsjaad · Tsjechië · Tunesië · Turkije · Turkmenistan · Uruguay · Vanuatu · Venezuela · Verenigde Arabische Emiraten · Verenigde Staten · Vietnam · Wit-Rusland · Zaïre · Zambia · Zimbabwe · Zuid-Afrika · Zuid-Korea · Zweden · Zwitserland